# ヴィットリオ・ヴェネト (ヘリコプター巡洋艦)
|          |                                                            |                                        |
| 艦歴     |                                                            |                                        |
| 起工     | 1965年6月10日                                              | 1965年6月10日                          |
| 進水     | 1967年2月5日                                               | 1967年2月5日                           |
| 就役     | 1969年7月12日                                              | 1969年7月12日                          |
| 退役     | 2003年                                                     | 2003年                                 |
| 除籍     |                                                            |                                        |
| その後   | 2019年解体                                                 | 2019年解体                             |
| 性能諸元 |                                                            |                                        |
| 排水量   | 基準：7,500トン                                            | 基準：7,500トン                        |
| 排水量   | 満載：9,550トン                                            |                                        |
| 全長     | 179.6 m                                                    | 179.6 m                                |
| 全幅     | 19.42 m                                                    | 19.42 m                                |
| 吃水     | 4.7 m                                                      | 4.7 m                                  |
| 機関     | ボイラー (43kgf/cm2, 450℃)                                 | 4缶                                    |
| 機関     | 蒸気タービン (36,500 shp)                                  | 2基                                    |
| 機関     | スクリュープロペラ                                         | 2軸                                    |
| 速力     | 32ノット                                                   | 32ノット                               |
| 航続距離 | 6,000海里 (20kt巡航時)                                     | 6,000海里 (20kt巡航時)                 |
| 乗員     | 士官53名＋曹士504名                                        | 士官53名＋曹士504名                    |
| 兵装     | 76mm単装砲                                                 | 8門                                    |
| 兵装     | 40mm連装機関砲                                             | 3基                                    |
| 兵装     | Mk.10 ミサイル連装発射機 ・ASROC SUM×20発 ・テリアSAM×40発 | 1基                                    |
| 兵装     | テセオ艦対艦ミサイル                                       | 4基                                    |
| 兵装     | ILAS-3 3連装短魚雷発射管                                   | 2基                                    |
| 艦載機   | AB-212 ASWヘリコプター                                     | 9機                                    |
| 艦載機   | もしくは、ASH-3                                            | 6機                                    |
| レーダー | AN/SPS-52C 3次元式                                         | 1基                                    |
| レーダー | AN/SPS-40 対空捜索用 ※ RAN-20X, RAN-3Lへ後日換装           | 1基                                    |
| レーダー | SPS-702 対水上捜索用                                       | 1基                                    |
| レーダー | RTN-10X 砲射撃指揮用                                       | 4基                                    |
| レーダー | RTN-20X 機銃射撃指揮用                                     | 2基                                    |
| レーダー | AN/SPG-55 SAM射撃指揮用                                    | 2基                                    |
| ソナー   | AN/SQS-23G 船首装備式                                      | 1基                                    |
| 電子戦   | ニュートン・イプシロン電波探知妨害装置                     | ニュートン・イプシロン電波探知妨害装置 |
| 電子戦   | SCLAR チャフ・フレア発射機                                 | 2基                                    |

ヴィットリオ・ヴェネト（イタリア語: Incrociatore Portaelicotteri Vittorio Veneto、C 550）は、イタリア海軍のヘリコプター巡洋艦。
前級のアンドレア・ドーリア級巡洋艦よりも大型化した発展形で、ヘリコプター巡洋艦としては、モスクワ級ヘリコプター巡洋艦に次ぐ大型艦であった。艦名は第一次世界大戦のヴィットリオ・ヴェネトの戦いに因み、その名を冠する艦艇としてはヴィットリオ・ヴェネト級戦艦のネームシップ「ヴィットリオ・ヴェネト」に次ぐ2隻目である。

## 来歴
イタリア海軍では1957-1958年度計画において、地中海で艦隊や輸送船団の艦隊防空および対潜防御を担う巡洋艦として、アンドレア・ドーリア級巡洋艦3隻の建造を計画した。しかし、実際に建造が認められたのは2隻に留められ、3番艦「エンリコ・ダンドロ」の建造は1959-60年度計画に繰り延べとなった。
アンドレア・ドーリア級はテリア艦隊防空ミサイル・システムによる防空艦機能を有するヘリコプター巡洋艦であり、その運用実績は良好なものだったが、一方でより大型なヘリコプター巡洋艦が必要であると認識された。これに基づき、1959-1960年度計画において「エンリコ・ダンドロ」の建造をキャンセルし、代わりに建造計画が策定されたのが本艦である。
先述したように本艦の建造計画は1959-1960年度計画において策定されたが、その設計は度々改訂された。なお、本艦も2隻の建造が計画されたものの、2番艦「イタリア」の建造は延期された後に断念され、最終的に軽空母「ジュゼッペ・ガリバルディ」が建造されることとなった。

## 設計
先述したように本艦は前級の拡大発展形であり、全長は30.3m、基準排水量で2,500トンもの大型化が行われている。一方で単純な大型化ではなく、前級であった2本の煙突は共に2本のマックに置き換えられている他、後述するように航空艤装も大幅な変更が行われている。

## 装備

### 武器システム
防空艦としての最重要装備である艦隊防空ミサイル・システムは、アンドレア・ドーリア級と同じくテリア・システムを搭載した。ミサイル発射機も前級と同じく連装式のMk.10 GMLSを搭載しており、艦前部に搭載しているのも同じであるが、一方でミサイル搭載数は前級の40発から60発へと増加した。建造後、1980年から1982年の改修により、テリア対空ミサイルはRIM-67 スタンダード (SM-1ER)に更新されている。
砲熕兵器も前級を踏襲して62口径76mm単装砲（MMIアラーガト）8基が搭載され、この管制用としてMM/SPG-70（RTN-10X）火器管制レーダーを用いたNA-9砲射撃指揮装置4基を搭載するのも踏襲されている。また、先述した改修の際に40mm連装機関砲が3基追加装備されているが、これはダルド・システムによって管制されるCIWSとして機能する。
対潜兵器としてはMk.10からアスロックを運用する他、その他にもILAS-3 3連装短魚雷発射管を2基搭載する。また、改修の際に艦中部にテセオ艦対艦ミサイルの単装発射筒が4基搭載され、これによって有力な対水上打撃能力を得た。

### 航空艤装
先述したように前級との相違点の一つが、哨戒ヘリコプターを運用する航空艤装である。前級では上甲板上にヘリコプター格納庫を設けて船体上部構造物の一部を構成していたが、本艦では艦後部を広大なヘリコプター甲板とし、その船首側にエレベーターを設置し、直下の艦内に設けたヘリコプター格納庫と連絡する形式となった。
格納庫は長さ27.5m×幅15.3m、搭載定数は、アグスタ-ベル 212ASWであれば6機、ASH-3 シーキングであれば4機であるが、実際にはその1.5倍の9機/6機として知られている。ヘリコプター甲板は長さ40m×幅18.5mを確保した。

## 艦歴
1969年7月12日に就役。直後の1970年4月から8月にかけて北大西洋での長期訓練航海を実施し、アメリカ・ヨーロッパ各国の港に寄港した。1971年には退役する巡洋艦「ジュゼッペ・ガリバルディ」からイタリア海軍の旗艦を承継し、以後1985年に同名の軽空母である「ジュゼッペ・ガリバルディ」に引き継ぐまでこの任を担った。
1995年以降は主に練習艦として運用されていたが、1997年にはアドリア海に派遣され、アルバニアの暴動に際して派遣された多国籍軍の旗艦を務めた。しかし、この際にヴロラ港沖の砂洲で座礁事故を起こしている。
2003年に退役し、これを持ってEU諸国の海軍から巡洋艦は全て姿を消した。